# Svarta göl (Bergunda socken, Småland)
Svarta göl är en sjö i Växjö kommun i Småland och ingår i Mörrumsåns huvudavrinningsområde.